# Dorotea de Dinamarca
Dorotea de Dinamarca (en alemany  Dorothea von Dänemark) va néixer a Kolding (Dinamarca) el 29 de juny de 1546 i va morir a Winsen el 6 de gener de 1617. Era una princesa de la casa d'Oldenburg, filla del rei Cristià III de Dinamarca (1503-1559) i de Dorotea de Saxònia-Lauenburg (1511-1571).
A causa dels atacs de bogeria del seu marit, a partir de 1582, ella va separar-se'n per seguretat. Quan el seu marit va morir, el 1592, es va convertir en regent del seu fill Jordi. Durant el seu regnat, va tenir en diverses ocasions enfrontaments amb els administradors del seu marit, a qui acusava de mala gestió durant el període d'incapacitat mental de Guillem.

## Matrimoni i fills
El 12 d'octubre de 1561 es va casar amb Guillem de Brunsvic-Lüneburg (1535-1592), fill del duc Ernest I (1497-1546) i de Sofia de Mecklenburg-Schwerin (1508-1541). El matrimoni va tenir els següents fills:
- Sofia (1563-1639), casada amb Jordi Frederic de Brandenburg-Ansbach
- Ernst (1564-1611).
- Elisabet (1565-1621), casada amb Frederic de Hohenlohe-Langenburg
- Cristià (1566-1633).
- August (1568-1636).
- Dorotea (1570-1649), casada amb Carles I del Palatinat de Zweibrücken-Birkenfeld
- Clara (1571-1658), casada amb Guillem de Schwarzburg-Blankenburg
- Anna Úrsula (1572-1601)
- Margarida (1573-1643), casada amb Joan Casimir de Saxònia-Coburg
- Frederic (1574-1648).
- Maria (1575-1610)
- Magnus (1577-1632)
- Jordi (1582-1641), casat amb Anna Elionor de Hessen-Darmstadt (1601-1659).
- Joan (1583-1628)
- Sibil·la (1584-1652), casada amb Juli Ernest de Brunsvic-Lüneburg